# Leo Roininen
Leo Johannes Roininen (* 16. Juli 1928 in Toronto; † 21. April 2002 in Sudbury, Ontario) war ein kanadischer Leichtathlet.
Bei den Olympischen Spielen 1948 in London schied er in der Qualifikation des Speerwurfwettkampfs aus.
1950 siegte er bei den British Empire Games in Auckland im Speerwurf und gewann Bronze im Kugelstoßen.
Von 1948 bis 1950 wurde er dreimal in Folge Kanadischer Meister im Speerwurf. Seine Bestleistung in dieser Disziplin von 60,295 m stellte er 1948 auf.